# Exit Tax
Als Exit Tax wird eine Steuer bezeichnet, die beim Verlassen eines Investmentvehikels und/oder einer Jurisdiktion durch eine natürliche oder juristische Person erhoben wird. Meist hat diese Steuer das Ziel, ein Abwandern von Steuereinkommen zu sanktionieren, im Fall der REITs wurde sie jedoch dazu genutzt, den Verkauf privater Immobilienvermögen zu fördern.

## Hintergründe
- In Deutschland wurde 2007 bis 2009 eine Exit Tax auf Real-Estate-Investment-Trusts (REIT) eingeführt.[1]
- Unternehmen, die relevante Unternehmensteile ins Ausland verlagern möchten oder im Ausland neue Produktionsanlagen, basierend auf Erfahrungen und immateriellen Vermögenswerten, ausbauen, können auch unter die Voraussetzungen der Exit Tax fallen.[2]
- Auch wenn natürliche Personen ihren Wohnsitz verlagern, erheben einige Länder eine entsprechende Steuer auf die Vermögensgegenstände derer, die das Land verlassen wollen.